# Ode to My Family
Singles de The Cranberries
Zombie
(1994) I Can't Be with You
(1995)
Ode to My Family est une chanson du groupe The Cranberries, sortie en 1994. La chanson est le premier titre de leur deuxième album No Need to Argue.
Dans cette chanson Dolores O'Riordan se remémore ses années d'enfance,  où la vie était simple et qui lui manquent maintenant qu'elle est adulte et qu'elle rencontre le succès.

## Classements
| Classement (1994)                      | Meilleure position |
| -------------------------------------- | ------------------ |
| Allemagne (Media Control AG)           | 29                 |
| Australie (ARIA)                       | 5                  |
| Belgique (Flandre Ultratop 50 Singles) | 18                 |
| États-Unis (Pop Airplay)               | 35                 |
| États-Unis (Radio Songs)               | 39                 |
| États-Unis (Alternative Songs)         | 11                 |
| France (SNEP)                          | 2                  |
| Nouvelle-Zélande (RMNZ)                | 8                  |
| Pays-Bas (Nederlandse Top 40)          | 22                 |
| Royaume-Uni (UK Singles Chart)         | 26                 |